# Sabella negate
Sabella negate är en ringmaskart som beskrevs av Bosc in Quatrefages 1866. Sabella negate ingår i släktet Sabella och familjen Sabellidae. Inga underarter finns listade i Catalogue of Life.